# Polycentropus exsertus
Polycentropus exsertus is een schietmot uit de familie Polycentropodidae. De soort komt voor in het Neotropisch gebied.